# Streptochaeta sodiroana
Streptochaeta sodiroana là một loài thực vật có hoa trong họ Hòa thảo. Loài này được Hack. ex Sodiro miêu tả khoa học đầu tiên năm 1890.